# Willy Boepple
Willy Rudolf Boepple (* 9. Juli 1911 in Ludwigshafen am Rhein; † 22. September 1992 in Weinheim) war ein deutscher Politiker der KPD.

## Leben
Nach dem Besuch der Oberrealschule machte der aus einer sozialdemokratischen Arbeiterfamilie stammende Boepple eine Lehre im Hotel- und Gaststättengewerbe. 1931 trat er der KPD und der Roten Hilfe bei. Anfang 1933 trat Boepple formal aus der KPD aus, da er von der örtlichen Parteileitung dafür vorgesehen war, als „Maulwurf“ in die NSDAP und die SS eingeschleust zu werden. Im März 1933 zu Beginn der nationalsozialistischen Herrschaft wurde er verhaftet und blieb bis Ende 1933 im Untersuchungsgefängnis Mannheim, im KZ Heuberg und im KZ Kislau inhaftiert. Nach seiner Entlassung arbeitete Boepple wieder im Gastronomiegewerbe. In dieser Zeit erwarb er auf einer Hotelfachschule ein Diplom eines Hotelkaufmannes. Im Jahr 1940 wurde er zur Wehrmacht eingezogen. Er blieb Soldat, bis er im Frühjahr 1945 desertierte.
Unmittelbar nach Kriegsende trat er wieder in die KPD ein. In den ersten Nachkriegsjahren galt der in engem Kontakt zu den kritischen KPD-Politikern Georg Kenzler und Jakob Ritter stehende Boepple wegen seiner Kenntnisse der marxistischen Theorie als geistiger Wortführer der südwestdeutschen Kommunisten. Er gehörte 1945 zu den Mitbegründern der Partei in Mannheim. Beruflich war er in dieser Zeit als leitender Redakteur für den Kulturteil der (bürgerlichen) Badischen Neuesten Nachrichten tätig. Im Jahr 1946 wurde Boepple kommunistischer Landtagsabgeordneter im Landtag von Württemberg-Baden. Er wurde stellvertretender Fraktionsvorsitzender, als Nachfolger von Paul Schreck Bezirksvorsitzender für Nordbaden und einige Zeit später zweiter Landesvorsitzender der Partei. Als Delegierter der KPD gehörte Willy Boepple dem Präsidium des Vereinigungsparteitags vom 21. und 22. April 1946 an und wurde dort in den Parteivorstand der SED gewählt:S. 154
Seit 1947 übte er zunehmend Kritik an der Politik der SED. Im Jahr 1948 nahm er die Kritik von Walter Ulbricht an der Politik der SED/KPD nicht hin. Boepples Äußerung, es sei schwierig dem deutschen Volk die Politik Stalins beizubringen, führte zum Eklat. Daraufhin legte er sein Mandat und Parteifunktionen nieder. Boepple trat 1949 aus der KPD aus, da er meinte, dass ein Kommunist in dieser Partei nichts mehr zu suchen hätte.
In den folgenden Jahren arbeitete er zunächst in der KPO-Nachfolgeorganisation Gruppe Arbeiterpolitik mit und beteiligte sich an Vorbereitungen zur Gründung der UAPD als dritter Arbeiterpartei neben KPD und SPD, zog sich davon aber später wieder zurück und schloss sich stattdessen der trotzkistischen Vierten Internationale bzw. deren deutscher Sektion IKD an, deren führendes Mitglied er in den folgenden zwei Jahrzehnten gemeinsam mit Georg Jungclas war. Im Rahmen der Entrismus-Linie der Vierten Internationalen trat er daneben 1953 auch der SPD bei. Der Partei gehörte er bis 1966 an. Dort stand Boepple auf dem linken Flügel und war von 1954 bis 1964 Herausgeber und Redakteur der Zeitschrift „Sozialistische Politik.“  Nach der Spaltung der Sektion 1969 gehörte er zunächst der Gruppe Internationale Marxisten (GIM) an, welche er nach einem Konflikt mit der Sektionsmehrheit u. a. auf Grund seiner Skepsis gegenüber der Jugendradikalisierung nach 1968 Ende 1972 verließ. Ab 1977 übersetzte er eine Reihe trotzkistischer Texte aus dem Englischen und Französischen, wie beispielsweise Ernest Mandels Einführung in den Marxismus und Michael Löwys Studie über Che Guevara, in die deutsche Sprache und begann ab Anfang der 1980er Jahre auch auf praktischer Ebene wieder stärker mit der GIM zusammenzuarbeiten. Nach dem Ende der DDR unterstützte Boepple Initiativen zur Rehabilitierung von kommunistischen Opfern des Stalinismus. 1991 schloss er sich der VSP an.

## Schriften
- Wolfgang Alles (Hrsg.): Gegen den Strom. Texte von Willy Boepple (1911-1992). Neuer ISP-Verlag, Köln 1997, ISBN 3-929008-77-7.